# O Jesu Christ, meins Lebens Licht, BWV 118
O Jesu Christ, mein Lebens Licht, BWV 118 (O Jesucrist, llum de la meva vida), és un motet fúnebre de Johann Sebastian Bach catalogat inicialment com a cantata, compost –en una primera versió– a Leipzig entre 1736 i 1737.

## Origen i context
Aquesta obra fou catalogada com a cantata en l'edició de 1874 de la Bach Ausgabe a pesar que la partitura manuscrita porta Motetto a quatre voci i és realment un motet, molt diferent però, dels altres. L'error fou corregit en la Neu Bach Ausgabe de 1916. Actualment se'n coneixen dues versions, la primera composta entre 1736 i 1737 conté un conjunt instrumental apropiat per a la interpretació a l'aire lliure, un parell de trompes, corneta i tres trombons; la segona, posterior a 1740, manté el parell de trompes però substitueix els altres metalls per fustes, corda i continu. Tot sembla indicar que fou estrenada en el funeral del comte Joachim Friedrich von Flemming, governador de Leipzig, mort l'any 1740. El text és la primera estrofa de l'himne del mateix títol de Martin Behm (1610) i la melodia la d'un coral conegut a Kaliningrad, capital de la Prússia oriental, des de l'any 1602 i que arribà a Leipzig uns vint anys més tard.

## Anàlisi
Obra escrita per a cor de quatre veus; la primera versió és per a dues trompes agudes, cornetto i tres trombons; la segona per a dues trompes agudes, corda (amb la possibilitat de duplicar-la amb dos oboès, oboe da caccia i fagot) i baix continu. Consta d'un sol número, un coral de quatre versos
1. Cor:  O Jesu Christ, mein Lebens Licht  (O Jesucrist, llum de la meva vida)

El curs de l'obra consisteix en l'exposició de quatre versicles, precedits per un breu i serè interludi instrumental que reapareix com a postludi i és utilitzat parcialment com a ritornello entre els versicles. La realització polifònica sobre el cantus firmus, pot veure's com a antiga atenen a la datació de l'obra. Té una durada d'uns cinc minuts llargs.

## Discografia seleccionada
- J.S. Bach: BWV 106, 118 & 198. John Eliot Gardiner, Monteverdi Choir, English Baroque Soloists. (Archiv Produktion), 2000.
- J.S. Bach: Complete Cantatas Vol. 21. Ton Koopman, Amsterdam Baroque Orchestra & Choir, (Challenge Classics), 2006.
- J.S. Bach: Motets. Masaaki Suzuki, Bach Collegium Japan. (BIS), 2010.
- J.S. Bach: Motets. Helmuth Rilling, Gächinger Kantorei, Bach-Collegium Stuttgart. (Hänssler), 1999.